# 리보르 시온코
리보르 시온코(체코어: Libor Sionko, 1977년 2월 1일, 체코슬로바키아 오스트라바 ~ )는 체코의 은퇴한 축구 선수로, 포지션은 윙어였다.

## 2006년 FIFA 월드컵
시온코는 2006년 FIFA 월드컵에서 블라디미르 슈미체르가 부상을 당하자 그의 대체 선수로 합류했다. 그의 월드컵 데뷔 무대는 2006년 6월 17일의 가나와의 경기였다. 이 경기에선 가나가 체코를 2:0으로 이겼다.

## 유로 2008
2008년 6월 11일, 시온코는 체코의 조별 리그 두 번째 경기인 포르투갈전에서 7분 만에 데쿠에게 선제골을 허용한 뒤, 10분 후에 골을 넣어 동점 상황을 만들었다. 그러나, 호날두와 콰레스마에게 추가로 2골을 허용함으로써 체코는 1:3으로 지고 말았다. 또한 마지막 경기인 터키와의 접전에서 먼저 2골 차이로 앞서갔으나, 후반 막판 15분 사이에 터키가 3골을 넣어, 터키는 유로 2008 A조에서 2위를 기록해 간신히 8강에 진출하고, 체코는 3위로 탈락하고 말았다.

## 경력
- 2000년 하계 올림픽 국가대표
- 2006년 FIFA 월드컵 국가대표
- UEFA 유로 2008 국가대표

## 수상
그라츠 AK
- 2003-04 오스트리아 분데스리가 우승
- 2003-04 오스트리아 컵 우승

 아우스트리아 빈
- 오스트리아 분데스리가 : 2005-06
- 오스트리아 컵 : 2004-05, 2005-06

 스파르타 프라하
- 감브리누스리가 : 1999-2000, 2000-01, 2002-03
- 체코 컵 : 2003-04

 코펜하겐
- 2008-09 덴마크 수페르리가 우승
- 2008-09 덴마크 컵 우승

개인
- 2007-08 코펜하겐 올해의 선수